# Quand les jumelles s'emmêlent
Pour plus de détails, voir Fiche technique et Distribution.
Quand les jumelles s'emmêlent ou Trouble en double au Québec (Big Business) est un film américain de Jim Abrahams sorti en 1988.

## Synopsis
Le jour de leur naissance, les jumelles de deux femmes sont interverties par mégarde par une infirmière. Plusieurs décennies plus tard, les quatre femmes vont finir par se croiser. S'ensuivra une série de quiproquos.

## Fiche technique
- Titre : Quand les jumelles s'emmêlent
- Titre original : Big Business
- Réalisation : Jim Abrahams
- Scénario : Dori Pierson, Marc Reid Rubel
- Production : Michael Peyser, Steve Tisch
- Musique : Lee Holdridge
- Costumes : Michael Kaplan
- Photographie : Dean Cundey
- Durée : 97 min
- Date de sortie: 
  - États-Unis : 10 juin 1988

## Distribution
- Bette Midler (VF : Élisabeth Wiener ; VQ : Anne Caron) : Sadie Shelton/Ratliff
- Lily Tomlin (VF : Perrette Pradier ; VQ : Monique Miller) : Rose Shelton/Ratliff
- Michael Gross (VF : Éric Legrand) : Dr Jay Marshall
- Barry Primus (VQ : Marc Bellier) : Michael
- Michele Placido (VF : Jean-Claude Donda ; VQ : Daniel Roussel) : Fabio Alberici
- Fred Ward (VQ : Éric Gaudry) : Roone Dimmick
- Seth Green : Jason
- Daniel Gerroll (VQ : Jacques Lavallée) : Chuck
- Edward Herrmann (VQ : René Gagnonn) : Graham Sherbourne
- Deborah Rush (VQ : Claudie Verdant) : Binky Shelton
- Nicolas Coster (VQ : Yves Massicotte) : Hunt Shelton
- J. C. Quinn : Garth Ratliff
- Joe Grifasi : le réceptionniste
- John Vickery : le directeur de l'hôtel
- Mary Gross : Judy
- Leo Burmester : Bum